# قائمة وزارات إيران
الحكومة الإيرانية لديها 19 حقيبة وزاريَّة، وترد أسماؤهم وموقعهم الإلكتروني في الجدول أدناه.
| الاسم                                             | الوزير              | الموقع الرسمي                                                                |
| ------------------------------------------------- | ------------------- | ---------------------------------------------------------------------------- |
| وزارة الجهاد الزراعي                              | غلام رضا نوري قزلجة | https://www.maj.ir/ نسخة محفوظة 26 فبراير 2021 على موقع واي باك مشين.        |
| وزارة تكنولوجيا المعلومات والاتصالات              | ستار هاشمي          | http://www.ict.gov.ir نسخة محفوظة 23 سبتمبر 2011 على موقع واي باك مشين.      |
| وزارة التعاونيات والعمل والرعاية الاجتماعيَّة       | أحمد مايدري         | http://www.mcls.gov.ir/ نسخة محفوظة 4 مايو 2016 على موقع واي باك مشين.       |
| وزارة التُّراث الثقافي والسياحة والصناعات التقليديَّة | رضا صالحي اميري     | https://www.mcth.ir نسخة محفوظة 25 يونيو 2020 على موقع واي باك مشين.         |
| وزارة الثَّقافة والإرشاد الإسلامي                   | السيد عباس صالحي    | https://www.farhang.gov.ir/ نسخة محفوظة 3 أكتوبر 2019 على موقع واي باك مشين. |
| وزارة الدفاع وإسناد القوات المسلحة                | عزيز نصير زاده      | http://www.mod.ir                                                            |
| وزارة الشُّؤون الاقتصاديَّة والماليَّة                  | عبد الناصر همتي     | https://www.mefa.ir نسخة محفوظة 9 مارس 2025 على موقع واي باك مشين.           |
| وزارة التَّربية والتعليم                            | علي رضا كاظمي       | https://www.medu.ir نسخة محفوظة 14 يونيو 2018 على موقع واي باك مشين.         |
| وزارة الطَّاقة                                      | عباس عليابازي       | https://www.moe.gov.ir/ نسخة محفوظة 30 نوفمبر 2017 على موقع واي باك مشين.    |
| وزارة الشُّؤون الخارجيَّة                             | السيد عباس عراقجي   | http://www.mfa.gov.ir                                                        |
| وزارة الصَّحة والتعليم الطُّبي                        | محمد رضا ظفرقندي    | https://behdasht.gov.ir/                                                     |
| وزارة الصناعة والتعدين والتجارة                   | السيد محمد أتابك    | http://www.mimt.gov.ir                                                       |
| وزارة الاستخبارات والأمن الوطني                   | إسماعيل الخطيب      | http://www.vaja.ir                                                           |
| وزارة الدَّاخلية                                    | إسكندر مؤمني        | https://www.moi.ir/ نسخة محفوظة 10 أغسطس 2024 على موقع واي باك مشين.         |
| وزارة العدل                                       | أمين حسين رحيمي     | https://www.justice.ir/ نسخة محفوظة 4 أبريل 2010 على موقع واي باك مشين.      |
| وزارة النَّفط                                       | محسن باك نجاد       | http://www.mop.ir/ نسخة محفوظة 13 أغسطس 2007 على موقع واي باك مشين.          |
| وزارة الطُّرُق والتنمية الحضريَّة                      | فرزانة صادق         | http://www.mrud.ir نسخة محفوظة 20 مايو 2021 على موقع واي باك مشين.           |
| وزارة العُلوم والبُحوث والتكنولوجيا                 | حسين سيمايي صراف    | http://www.msrt.ir/ نسخة محفوظة 3 ديسمبر 2003 على موقع واي باك مشين.         |
| وزارة الشَّباب والرياضة                             | أحمد دونيامالي      | https://msy.gov.ir/ نسخة محفوظة 24 ديسمبر 2019 على موقع واي باك مشين.        |